# Olympische Sommerspiele 2004/Teilnehmer (Cayman Islands)
| Gelbes Symbol für Goldmedaillen mit stilisierten Olympischen Ringen | Graues Symbol für Silbermedaillen mit stilisierten Olympischen Ringen | Braundes Symbol für Bronzemedaillen mit stilisierten Olympischen Ringen |
| ------------------------------------------------------------------- | --------------------------------------------------------------------- | ----------------------------------------------------------------------- |
| —                                                                   | —                                                                     | —                                                                       |

Die Cayman Islands nahmen an den Olympischen Sommerspielen 2004 in Athen, Griechenland, mit einer Delegation von fünf Sportlern (drei Männer und zwei Frauen) teil.

## Teilnehmer nach Sportarten

### Leichtathletik
- Kareem Streete-Thompson
100 Meter Männer: 2. Runde
Weitsprung: Vorläufe

- Cydonie Mothersille
200 Meter Frauen: Halbfinale

### Schwimmen
- Shaune Fraser
200 Meter Freistil Männer: Vorläufe

- Andrew Mackay
200 Meter Lagen Männer: Vorläufe
400 Meter Lagen Männer: Vorläufe

- Heather Roffey
200 Meter Schmetterling Frauen: Vorläufe
800 Meter Freistil Frauen: Vorläufe